# Constituição da Baviera

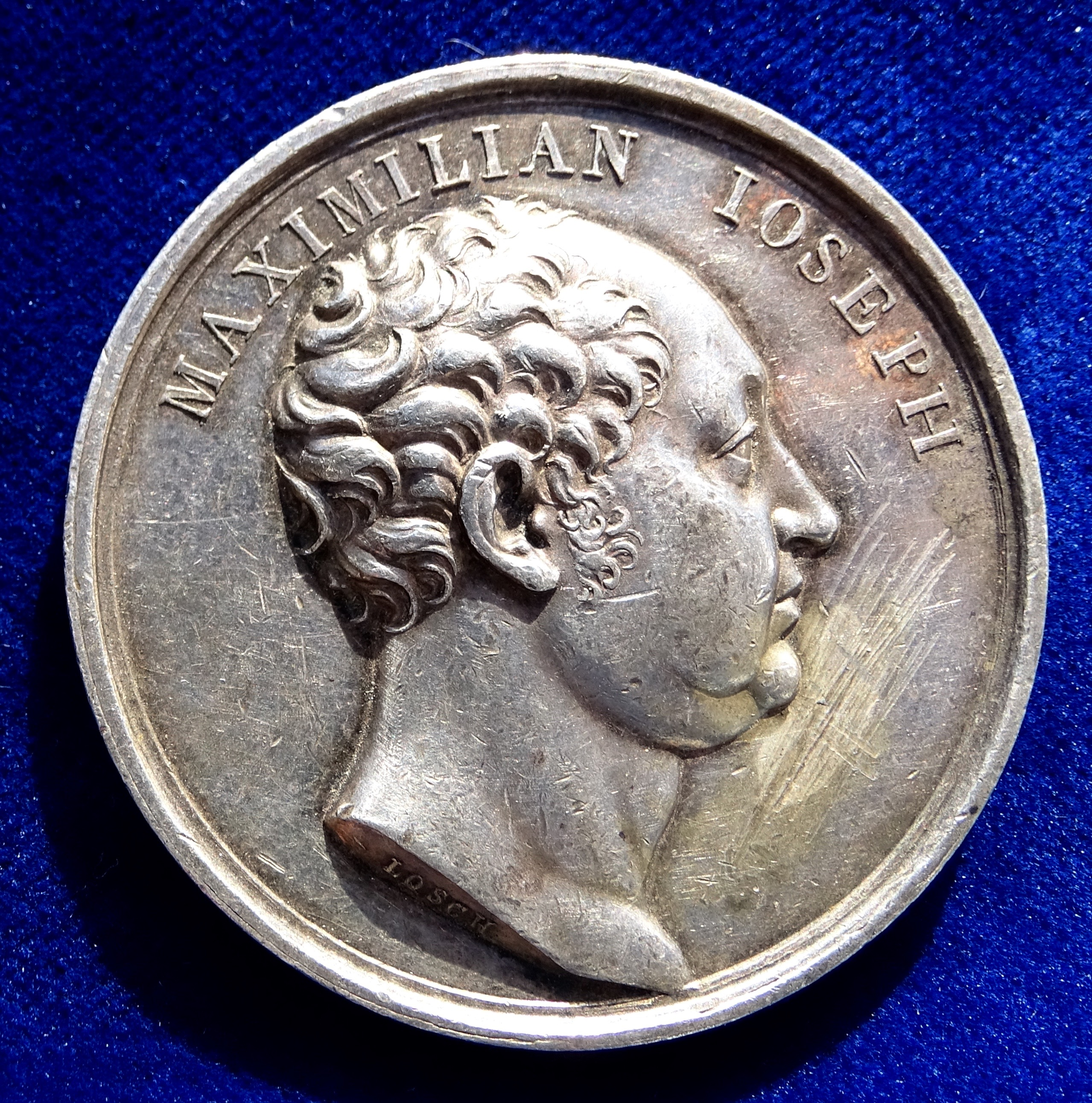
Medalha de apresentação do Parlamento da Baviera (Bayerische Ständeversammlung) 1819 ao rei Maximiliano I José, no primeiro aniversário da constituição de 1818, anversa.

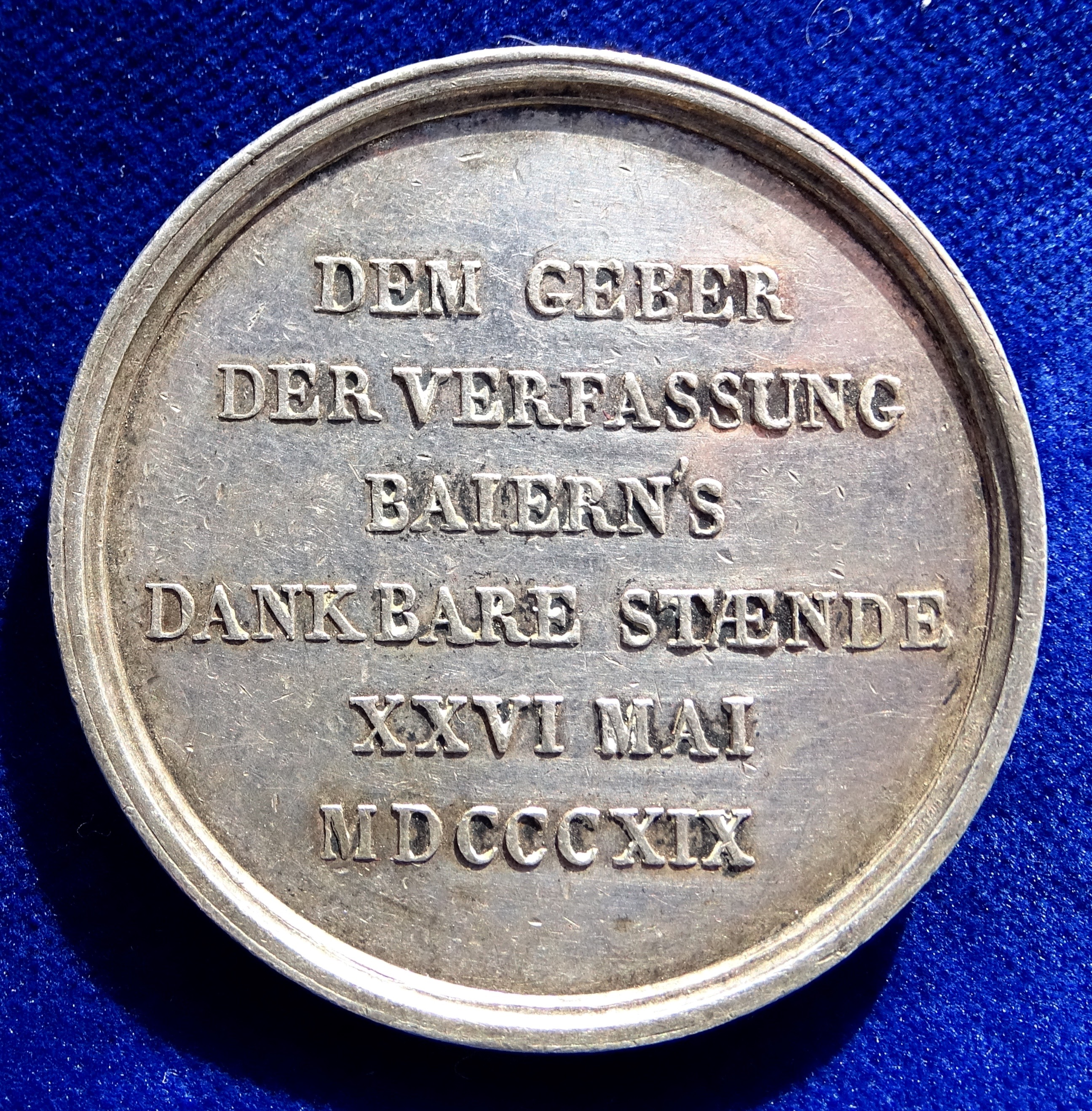
Medalha de apresentação do Parlamento da Baviera (Bayerische Ständeversammlung) 1819 ao rei Maximiliano I José, no primeiro aniversário da constituição de 1818, invertida.

A Constituição do Estado Livre da Baviera foi promulgada em 8 de dezembro de 1946. É o quarto documento constitucional da história da Baviera após a Constituição de 1808, a Constituição do Reino da Baviera em 1818 e a Constituição de Bamberg de 1919.
As primeiras eleições estaduais após a Segunda Guerra Mundial foram realizadas em 30 de junho de 1946, quando foram escolhidos 180 delegados. A principal tarefa desses delegados era redigir uma nova constituição da Baviera. A nova constituição foi aceita por votação pública em 1º de dezembro de 1946, no mesmo dia em que foi eleito o primeiro Parlamento da Baviera após a Segunda Guerra Mundial. 
A Constituição do Estado livre da Baviera regula a independência do Estado livre ( República ) como uma terra da República Federal da ( Alemanha ). Em 26 de outubro de 1946, foi decidido pela Assembléia Nacional. Após uma declaração do Conselho de Ministros de 4 de dezembro, ela se juntou à publicação no jornal da Baviera em 8 de dezembro de 1946 em vigor.
A Constituição da Baviera é dividida em quatro partes principais e contém um total de 188 artigos. Nos três primeiros artigos, é estabelecido que a Baviera é um Estado livre, que a autoridade emana do povo e que a Baviera é um Estado legal, cultural e social.
A Constituição só pode ser alterada na forma da legislação (artigo 75). As resoluções do Parlamento para alterar a Constituição devem ser submetidas ao povo para uma decisão.

## Preâmbulo
Constituição do Estado Livre da Baviera, em 2 de dezembro de 1946, com a última redação que lhe foi dada pelo ato de 10 de novembro de 2003. Consciente da devastação física que os sobreviventes da 2ª Guerra Mundial levaram a um estado de Deus e ordem social que carecem de toda consciência ou respeito por dignidade humana, pretendendo, além disso, garantir permanentemente para as futuras gerações alemãs as bênçãos da paz, da humanidade e do direito, e olhando para mais de mil anos e mais de história, o povo bávaro concede a si mesmo a seguinte Constituição Democrática. 

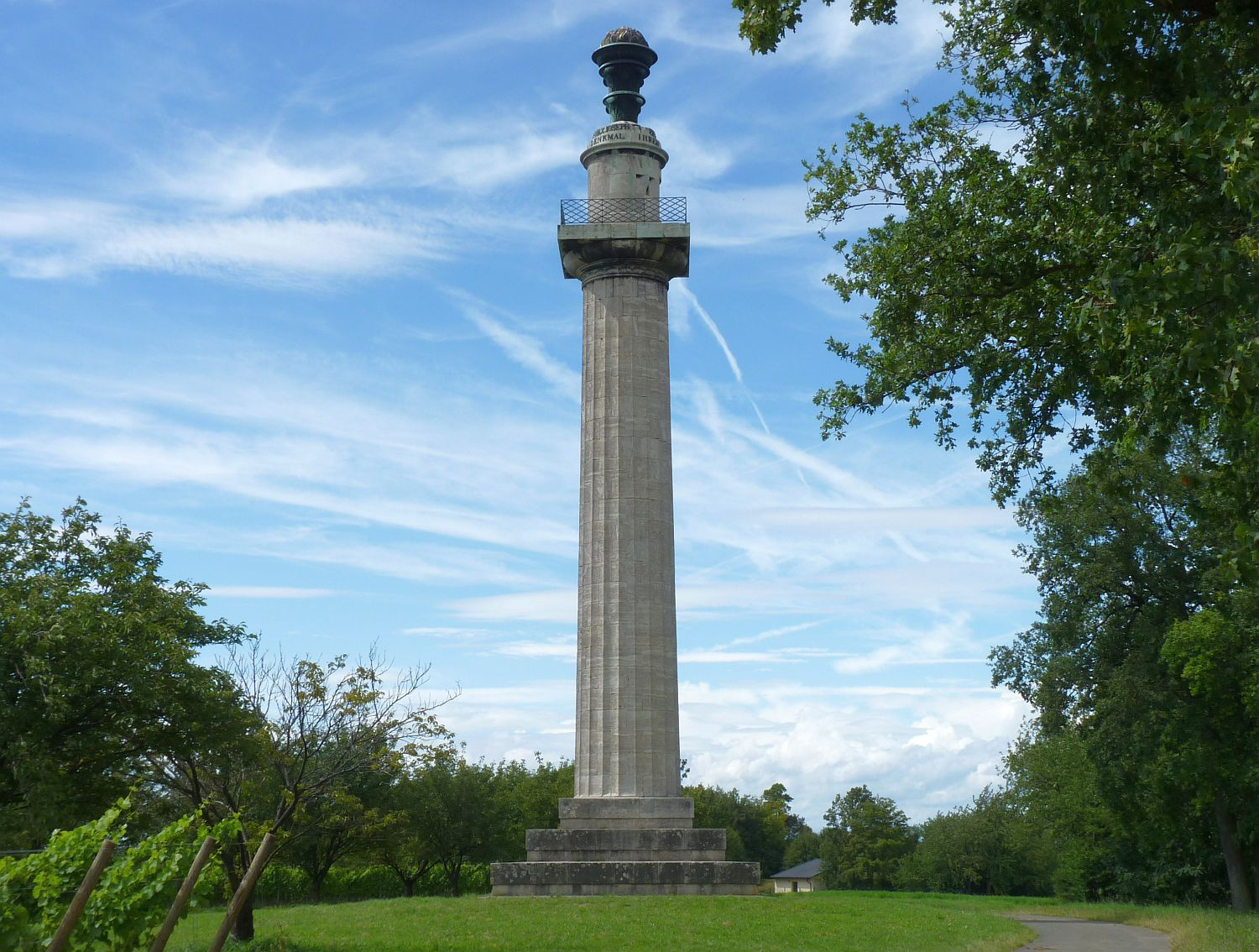
Pilar da constituição (da primeira bávara), Volkach-Gaibach, Baixa Francônia, Baviera

## Artigo 1º Estado livre, Cores da terra, Brasão da terra
- (1) A Baviera é um estado livre.
- (2) As cores da terra são branco e azul.
- (3) O brasão de armas da Terra será determinado por lei.

## Artigo 2 Estado popular
- (1) A Baviera é um estado popular. O poder do estado emana do povo.
- (2) O povo deve expressar sua vontade através de eleições e votos. As decisões serão tomadas por maioria de votos.

## Artigo 3 Direito, cultura e estado social
- (1) A Baviera é um estado legal, cultural e social. Deverá ser dedicado ao bem-estar comum.
- (2) O Estado deve proteger a base natural da vida e das tradições culturais. [2]